# 流变学
流变学（英語：rheology）研究的是在外力作用下，物体的变形和流动，研究对象主要是流体，还有软固体或者在某些条件下固体可以流动而不是弹性形变。它适用于具有复杂结构的物质，包括泥浆、污泥、悬浮液、聚合物、食品、体液和其他生物材料。这些物质的流动在固定温度下不能用单一粘度值来表征——存在其他一些因素影响粘度的改变。例如，摇动番茄醬可以减小它的粘度，但是水却不行。自从艾萨克·牛顿提出粘度的概念，粘度可变的液体研究也被称作非牛顿流体力学。“流变学”一词由拉法耶特学院的尤金·宾汉教授根据他的同事马尔克斯·雷纳建议于1920年首创。这个词从误传为赫拉克利特的名言"Panta Rei"，即“一切可流”（实际上来自辛普里丘著作）。
尽管通过实验表征材料的流变行为称为流变技术，“流变学”一词还是经常被用作流变技术的同义词，特别是实验家们。流变学的理论方面与材料的流动／形变行为和其内部结构有关（比如，聚合物分子的朝向和伸长），并且流动/形变不能够用经典流体力学或者弹性理论来表述。
为了研究力引起的变形，流变学有实验与理论模拟两个互相促进的途径。试验方面采用多种流变仪，比如毛细管流变仪来测量在不同剪切应力作用下，流体粘度、流速等的变化，再进行分析，从中得出该物质的模量、分子量等重要性质。医学检查上常用的血流变测定也是此原理。也可以通过流变仪模拟流体在注射等成型过程中所受的应力和流体的变形，使得流变学成为研究高分子加工过程所必需的内容。
理论模拟是通过实验数据提出符合此类物质的物理背景，将其与普适的数学模型相结合。目标是可以通过数学计算描述流体运动。其物理背景较为复杂，对于纯弹性物体，可以用虎克定律来描述，即应力与应变成正比。对于牛顿流体，可以用应力＝粘度×应变速率来描述。但是现实中的固体存在不符合胡克定律的塑性变形，液体也全是非牛顿流体。特别对于高分子，具有粘弹性性质，情况复杂。其数学模型主要借助于连续介质力学。目前对于一般流体的简单流动，理论模拟效果较好，但是对于复杂流道，由于存在很多复杂的边界效应，目前的计算能力还无法给出比较好的结果，这也成为近来流变学研究的重要方向。

## 研究范围
在实践中，流变学主要通过延伸经典弹性力学和（牛顿）流体力学来关注那些力学性能不能够用经典理论解释的材料。并且，（在连续力学范围）基于材料的微米或纳米结构进行力学性能的预测，比如分子的大小和聚合物在溶液中的体系结构或者固体悬浮液中的颗粒大小分布。
材料在受到压力（单位面积上的力）时流动。压力有多种并且材料的反映方式也有很多，因此理论流变学很大程度上关注的是力和压力。
| 连续介质力学 | 固体力学 | 弹性       | 弹性   |
| 连续介质力学 | 固体力学 | 塑性       | 流变学 |
| 连续介质力学 | 流体力学 | 非牛顿流体 | 流变学 |
| 连续介质力学 | 流体力学 | 牛顿流体   |        |

理论模拟是通过实验数据提出符合此类物质的物理背景，将其与普适的数学模型相结合。目标是可以通过数学计算描述流体运动。其物理背景较为复杂，对于纯弹性物体，可以用胡克定律来描述，即应力与应变成正比。对于牛顿流体，可以用应力＝粘度×应变速率来描述。但是现实中的固体存在不符合胡克定律的塑性变形，液体也全是非牛顿流体。特别对于高分子，具有粘弹性性质，情况复杂。其数学模型主要借助于连续介质力学。目前对于一般流体的简单流动，理论模拟效果较好，但是对于复杂流道，由于存在很多复杂的边界效应，目前的计算能力还无法给出比较好的结果，这也成为近来流变学研究的重要方向。
表面上流变学将两个不相关的领域塑性力学和非牛顿流体因为意识到两种材料在静平衡中不能承受剪切应力而统一起来。从这个意思来说，塑性物体也是流体。颗粒流变学指的是颗粒材料的连续力学描述。
流变学的任务之一是在充分测量它们各自的导数的基础上，建立应变和应力经验关系。这些实验技术成为流变技术，关注的是流变材料函数的确定。这些关系经得起连续介质力学已有的数学处理方法的推敲。
流动和形变的表征从一个简单的叫做剪切流变（或剪切流变学）的剪切应力场开始，关于延伸流动的研究叫做延伸流变学。剪切流动比起延伸流动容易研究，实验数据也更多。

## 弹性、粘度、固态和液态行为、塑性
一个观点就是将液体和粘性行为（稠油是粘性液体）及固体与弹性行为（弹簧是弹性固体）联系起来。另一观点是考虑材料在短时间内（相对于感兴趣的试验／应用时间段）和长时间内的行为。
液体和固体行为在长时间范围内是关联的：
考虑应用恒定应力（即所谓的蠕变实验）：
- 材料在发生一定形变后，最终阻止进一步形变就可视为固体
- 相对的，如果材料无限制地流动即可认为是液体

相对而言，弹性和粘性（或者二者之间黏弹性）行为在短时间内是相关的（瞬态行为）：
再考虑恒定应力的应用：
- 如果材料形变随着应力线性增加，與施加應力的時間無關，那么材料就是纯彈性；
- 如果材料形变率随着应力线性增加，與施加應力的時間相關，那么材料就是纯粘性；
- 如果材料形变或形变率(对时间的导数)，介於彈性(虎克定律)與黏性(非牛頓流體)之間，材料就是粘弹性。

塑性意味着屈服应力的存在：
材料在小应力下像固体一样，而可能在一定应力水平上开始流动，这个应力就叫材料的屈服应力。在塑性阈相当高的时候，塑性固体这一术语经常被用到，而屈服应力流体用在塑性阈应力比较小的情况。然后这两个概念并无根本差别。

## 流变学中的无量纲数

### 德博拉数
当材料的流变行为随着时间的增加，有一个从弹性到粘性转变时（或者更通俗的，从更多的阻力行为到较少的阻力行为的转变），可以将相关时标定义为材料的松弛时间。相对地，材料的松弛时间与应变时标的比率叫做德博拉数。小的德博拉数对应的是材料有时间松弛的情况，而大的德博拉数对应的是材料表现具有相当弹性的。
请注意，德博拉数和材料在长时标上的流动有关（像麦克斯韦流体）而与相反类型的短时标粘性或长时标弹性的材料无关（像佛依特或开尔文模型）。

### 雷诺数
在流体力学中，雷诺数是惯性力（vsρ）与粘性力（μ/L）的比值，因此它将给定流动条件下这两种类型的效应的相对重要性进行量化。低雷诺数时，粘性效应处支配地位，流动是层流；当高雷诺数时，惯性效应做主导，流动为紊流。然而，既然流变学关注的是随着流动和时间变化而没有固定粘度的流体，雷诺数的计算很复杂。
雷诺数是流体力学中最重要的无量纲数，通常和其他无量纲数一起用，为确定动力相似律提供标准。当两个几何相似的流型，流体可能不同，流动速率可能也不同，但是相关无量纲数具有相同的数值，把它们叫做动力相似。
一般地，规定如下：
{\displaystyle {\mathit {Re}}={\rho v_{s}^{2}/L \over \mu v_{s}/L^{2}}={\rho v_{s}L \over \mu }={v_{s}L \over \nu }}
其中：
- vs - 流体平均 速率，[m s−1]
- L - 特征 长度，[m]
- μ - (绝对)动力 流体 粘度，[N s m−2] 或 [Pa s]
- ν - 运动流体粘度: ν = μ / ρ，[m² s−1]
- ρ - 流体 密度，[kg m−3].

## 流变仪
流变仪是用来表征材料流变性能的仪器，特别是流体和熔体。这些仪器强加一个特定的应力场或者应变在流体上。仪器可以以稳定流和摆动流还有剪切和延伸方式运行。有多种流变仪，比如毛细管流变仪来测量在不同剪切应力作用下，流体粘度、流速等的变化，主要用于分析聚合物熔体的流动性；旋转流变仪可以进行稳定剪切测量或摆动剪切测量，稳定剪切测量可以分析样品的剪切粘度、剪切应力、流动曲线、粘度曲线等，摆动测量可以测量样品的模量、阻尼系数等，通过软件分析，可以得出该物质的分子量等重要性质，旋转流变仪用途广泛，在聚合物熔体、溶液、涂料、油墨、石油开采、食品、日用化学、制药等领域都是非常重要的研究手段；医学检查上常用的血流变测定也是稳定剪切原理的。也可以通过流变仪模拟流体在注射等成型过程中所受的应力和流体的变形，使得流变学成为研究高分子加工过程所必需的内容。

## 应用
流变学应用在工程、地球物理、生理学和药剂学。在工程领域，流变学对聚合材料的生产和使用产生影响，可是塑性力学理论对于金属成型过程已经同样重要。许多重要的工业材料，比如混凝土、油漆和巧克力具有复杂的流动特性。地球物理包括岩浆的流动，还有在长时间范围内表现出粘性行为的固态地球材料的流动，比如花岗岩，就是流变体。在生理学中，许多体液具有复杂的组成成份，并因此具有复杂的流动特性。特别是关于血液流动的专门研究被称为血液动力学。生物流变学这一术语用在研究更广泛领域的生物流体的流动。食品流变学对于食品的生产和加工置关重要。

## 流变学家
流变学家是研究复杂液体的流动或软固体的形变的多学科领域的科学家。它并非基本学科，也没有一般的学历。流变学家通常在其它—些领城内有一个首要的学历，比如数学、物理科学（主要为化学、物理、生物学）、工程（主要为机械、化工或土木工程）、医药或某些技术，特别是材料或食品科学。在第一个学历学习过程中，会接受少量流变学知识，但是在毕业后研究工作或参加短期培训及通过参加行业协会等均会得到拓展（如下）。

## 注解和参考文献
1. 1 2 3  W. R. Schowalter (1978) Mechanics of Non-Newtonian Fluids Pergamon ISBN 0-08-021778-8
2. ↑  While the viscosity of liquids normally varies with temperature, it is variations with other factors which are studied in rheology
3. ↑  J. F. Steffe (1996) Rheological Methods in Food Process Engineering 2nd ed ISBN 0-9632036-1-4 page 1
4. ↑  for example, a shear stress or extensional stress
5. ↑  M. Reiner (1964) Physics Today volume 17 no 1 page 62 The Deborah Number
6. ↑  Kumagai, Naoichi; Sadao Sasajima, Hidebumi Ito. . Journal of the Society of Materials Science (Japan) (Japan Energy Society). 1978-02-15, 27 (293): 157–161  [2008-06-16]. （原始内容存档于2001-10-20）.
7. ↑  B.M. McKenna, and J.G. Lyng. . books.google.com.   [2009-09-18].

## 其他阅读材料
- The Origins of Rheology: A short historical excursion by Deepak Doraiswamy, University of Sydney